# Tartan (esports)

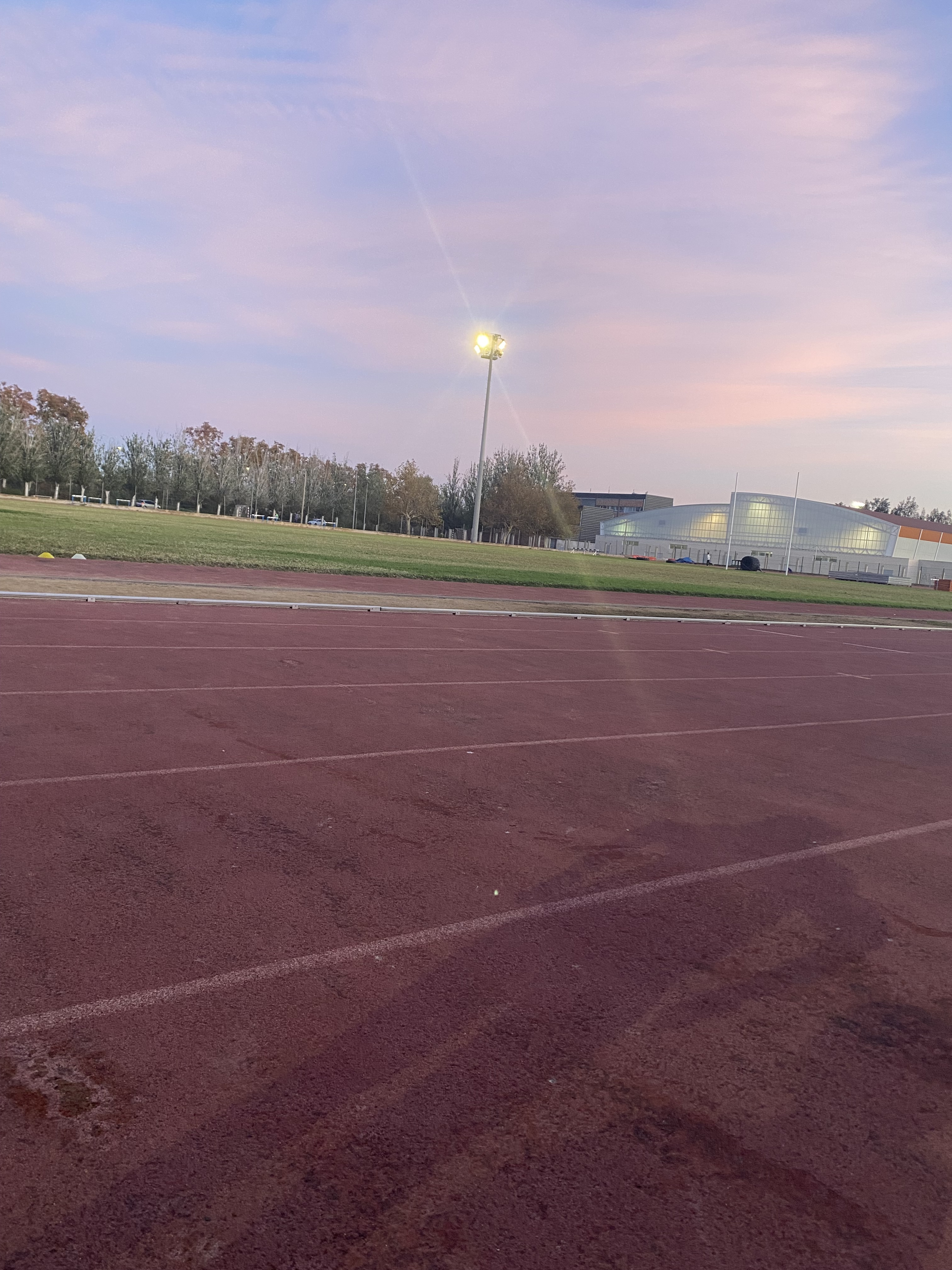
Tartan d'una pista d'atletisme

El tartan és un material sintètic aglomerant de consistència elàstica amb el que es construeixen les pistes d'atletisme i altres espais esportius. Fabricat principal amb poliuretà facilita l'absorció de l'impacte de la petjada de l'atleta provocant menys sofriment a les articulacions d'aquests, és antilliscant i afavoreix poder córrer més ràpidament.
Aquest material és resistent a la intempèrie i a tota mena de clima, i no necessita molt de manteniment. Per a trepitjar-lo, s'aconsella dur sabates de claus, dissenyades especialment per a córrer sobre aquesta superfície. Amb aquestes sabates només es pot caminar pel tartan, perquè si es trepitja sorra o altres elements externs de la pista, es pot contaminar, fer malbé i perjudicar la pràctica d'esport.
El mot "tartan" és una marca vulgaritzada, doncs Tartan va ser la marca comercial d'un producte creat per 3M durant la dècada del 1960. S'emprava en pistes d'atletisme i també en hipòdroms. Els Jocs Olímpics d'Estiu de 1968 van ser els primers en comptar amb pistes de tartan, les de l'Estadi Olímpic Universitari, per a les competicions d'atletisme.